# Royal Farms Arena
Royal Farms Arena (oorspronkelijk het Baltimore Civic Center en voorheen Baltimore Arena en 1st Mariner Arena) is een arena in Baltimore. De arena ligt ongeveer een blok verwijderd van het Baltimore Convention Center, nabij de Inner Harbor. Het biedt 11.100 zitplaatsen en kan worden uitgebreid tot 14.000, afhankelijk van het evenement. De arena is eigendom van de stad Baltimore en wordt momenteel beheerd door SMG, een particuliere beheermaatschappij.
De arena werd ontworpen door AG Odell Jr. en Associates, en werd gebouwd op de plaats van de oude congreshal. Het gebouw werd officieel geopend op 23 oktober 1962. In 2014 kocht de supermarktketen Royal Farms de naamgevingsrechten.
De Royal Farms Arena grenst direct aan het station Baltimore Arena op de Baltimore Light Rail. Het metrostation Charles Centre en enkele buslijnen zijn ook vlakbij.